# 小行星19004
小行星19004（19004 Chirayath）是一颗绕太阳运转的小行星，为主小行星带小行星。该小行星于2000年9月2日发现。

## 轨道参数
小行星19004的轨道半长轴为2.2290106 UA，离心率为0.176。